# Cricetulus alticola
Cricetulus alticola är en däggdjursart som beskrevs av Thomas 1917. Cricetulus alticola ingår i släktet råtthamstrar och familjen hamsterartade gnagare. IUCN kategoriserar arten globalt som livskraftig. Inga underarter finns listade.
Arten når en kroppslängd (huvud och bål) av 80 till 98 mm, en svanslängd av 36 till 42 mm och en vikt av 22 till 48 g. Den har 15 till 18 mm långa bakfötter och 13 till 16 mm långa öron. Hos denna råtthamster förekommer grå till gulaktig päls på ovansidan och vit päls på undersidan. Även svansen är uppdelad i en brun ovansida och en vit undersida. Cricetulus alticola saknar mörkare fläckar på ryggen.
Denna råtthamster förekommer i västra Kina och i angränsande regioner av västra Nepal och norra Indien. Den vistas där vanligen mellan 3100 och 5200 meter över havet. Habitatet utgörs av skog med björk och tallväxter, av fuktiga och torra ängar, av stäpper och av buskskogar. Honor föder vanligen 5 till 10 ungar per kull. Fortplantningstiden sträcker sig från maj till augusti och de flesta ungar föds i juni och juli. Arten äter frön från gräs och andra växter samt några insekter.